# NGC 15
NGC 15 este o galaxie inelară din constelația Pegas. A fost descoperită pe 30 octombrie 1864 de Albert Marth.

## Vezi și
- NGC 14
- NGC 16